# Феодосій (Пецина)
Архієпископ Феодосій (в миру Роман Станіславович Пецина) (нар. 6.04.1950— пом. 23.7.2010) — архієпископ Дрогобицький і Самбірський, УАПЦ.

## Біографія
Народився 6 квітня 1950 року в місті Бориславi Львівської області. У 1957–1966 навчання в середній школі, а після її закінчення – у Бориславському медичному училищі. 
В 1970 працював у медичному закладі Дрогобицького району при Ново-Кропивницькій лікарні. 
1970–1972 служба в Армії на посаді фельдшера. 
1974–1977 навчання в Московській духовній семінарії. 
1977–1981 навчання в Московській духовній академії, яку закінчив зі ступенем кандидата богослов'я. 
29.11.1981 рукоположений в сан диякона митрополитом Миколаєм (Юриком) у кафедральному соборі св.Юра у Львові, а  4.12.1981 рукоположенний в сан священика. 
1982 нагороджений набедреником і скуфією. 
27.08.1982 призначений настоятелем св. Різдво-Богородичної церкви села Криниця Миколаївського району Львівської області. 
1983 нагороджений камилавкою. 1989 нагороджений напресним хрестом. 1991 нагороджений палицею. 1993 нагороджений хрестом з прикрасами. 
2.12.1994 постриг в ченці з ім'ям Феодосій, постриг здійснив єпископ Вишгородський Даниїл (Чокалюк). 
3.12.1994 возведений в сан архимандрита. 
4.12.1994 хіротонія на єпископа Дрогобицького і Самбірського за Божественною літургією у Володимирівському кафедральному соборі міста Києва, Святійшим Патрірхом Володимиром (Романюком). 
1999 нагороджений Орденом Святого Архистратига Михаїла. 
24.01.2000 піднесено до сану архієпископа. 
У червні 2007 року прийнятий Предстоятелем УАПЦ Митрополитом Мефодієм до складу єпископату УАПЦ з титулом архієпископ Дрогобицький і Самбірський. 
29 червня 2010 року архієпископа Феодосія нагороджено медаллю УАПЦ «За відданість і вірність». 
23 липня 2010 року, близько першої години дня, Високопреосвященніший Феодосій, архієпископ Дрогобицький і Самбірський УАПЦ помер.